# Piliocolobus preussi
El colobo rojo de Preuss (Piliocolobus preussi) es una especie de primate catarrino de la familia Cercopithecidae endémico de la región de Camerún. Un población habita en el Parque nacional de Korup, en la Región del Sudoeste, en Camerún, pero la ubicación es localizada (los grupos se hallan con frecuencia cerca a los campamentos turísticos). Se considera que la especie también habita en el parque nacional del Río Cross en Nigeria, y reportes sugieren que algunos grupos subsisten en Nkwende Hills y la reserva forestal Nta Ali en la región Korup. Otra población se encuentra también en el bosque Ebo, Región del Litoral en Camerún.

## Estado de conservación
El colobo de Preuss es una especie en peligro crítico de extinción según la Lista Roja de la UICN a causa de la caza y destrucción de su hábitat. Gran parte de los grupos existentes se encuentran dentro de áreas protegidas (parque nacional Korup, parque nacional Río Cross y los bosque de Ebo.

## Ecología
Del mismo modo que los otros colobos, se alimenta de hojas principalmente (folívoro).

## Descripción
El colobo rojo de Preuss, tiene la cabeza negra, el dorso negro con manchas naranja y cola, miembros y mejillas de color rojo brillante.

## Taxonomía
La especie anteriormente se consideró una subespecie del colobo de Pennant (Piliocolobus pennantii) y del colobo rojo occidental (Piliocolobus badius).